# Јевреји као изабрани народ
У јудаизму, „изабраност” је вјеровање да су Јевреји, као потомци древних Изреалита, изабрани народ, тј. изабрани да буду завјетовани са Богом. Идеја да су Израелити изабрани од Бога се највише проналази у Поновљеним законима као глагол бахар (хебр. בָּחַ֣ר, bahar), док се у остатку хебрејске Библије на идеју алудира терминима као што је „свети народ”. О овим темама је много писано у рабинској књижевности. Три највеће јеврејске деноминације — ортодоксни јудаизам, конзервативни јудаизам и реформски јудаизам — одржавају вјеровање да су Јевреји изабрани од Бога са сврхом. Понекад се под изабраношћу сматра као задуживање јеврејског народа одређеном мисијом — да буду свјетлост народима и да буду примјер завјетованости са Богом, као што је описано у Тори.
Ово виђење, међутим, није искључиво вјеровање да Бог има однос са другим народима — наиме, јудаизам је сматрао да Бог ступио у завјет са свим народима и да Јевреји и нејевреји имају једнак однос са Богом. Библијске референце, као и рабинска књижевност, подржавају ово виђење: Мојсије каже „Боже духовима и сваком тијелу” (Бројеви 27:16), а Танах такође идентификује пророке изван јеврејске заједнице. Засновано на овим тврдњама, поједини рабини су теоретисали, према ријечима Натанела ел Фајумија, јеменског јеврејског теолога из 12. вијека, Бог је свим народима допустио нешто што је другима забранио... [и] Бог шаље пророка сваком народу на њиховом језику” (Левин 1907/1966). Мишна каже да је „када је Цар Царева... стварао људе у облику Адама, ниједан није био сличан другоме” (Мишна Санхедрин 4:5). Мишна наставља и наводи да свако ко убије или спаси једног човјека, не Јеврејина, учинио је исто (убио или спасио) читавом свијету. Тосефта, важан додатак Мишни, такође тврди: „Праведни људи свих народа имају удио у свијету који долази” (Санхедрин 105а).
Према Израелском демократском институту, приближно двије трећина израелских Јевреја вјерује да су Јевреји „изабрани народ”.